# Élections fédérales australiennes de 1931
Les élections fédérales australiennes de 1931 ont eu lieu le 19 décembre 1931, afin de renouveler les 75 sièges de la Chambre des représentants et 18 des 36 sièges du Sénat. Le parti Travailliste est vaincu par le nouveau parti United Australia (UAP), avec Joseph Lyons à sa tête. 
L'élection a lieu pendant une période de bouleversement social et politique, au pic de la crise économique des années 1930.